# Clarence McKerrow
Clarence Douglas "Clary" MacKerrow (Montreal, Quebec, 18 de gener de 1877 - ibíd., 20 d'octubre de 1959) va ser un jugador de lacrosse quebequès que va competir a principis del segle xx. El 1908 va prendre part en els Jocs Olímpics de Londres, on guanyà la medalla d'or en la competició per equips de Lacrosse, com a membre de l'equip canadenc.